# Kinzl Crests
Kinzl Crests är en bergstopp i Antarktis. Den ligger i Västantarktis. Argentina, Chile och Storbritannien gör anspråk på området. Toppen på Kinzl Crests är 2 135 meter över havet.
Terrängen runt Kinzl Crests är bergig åt sydväst, men åt nordost är den kuperad. Trakten är obefolkad. Det finns inga samhällen i närheten.